# 省總（海珠廣場）碼頭
省總（海珠廣場）碼頭，前稱省总工会码头、 省總碼頭，是中國廣州市越秀區珠江沿岸的一個客運渡輪碼頭。位於長堤沿江西路，佔地約102.7平方米。

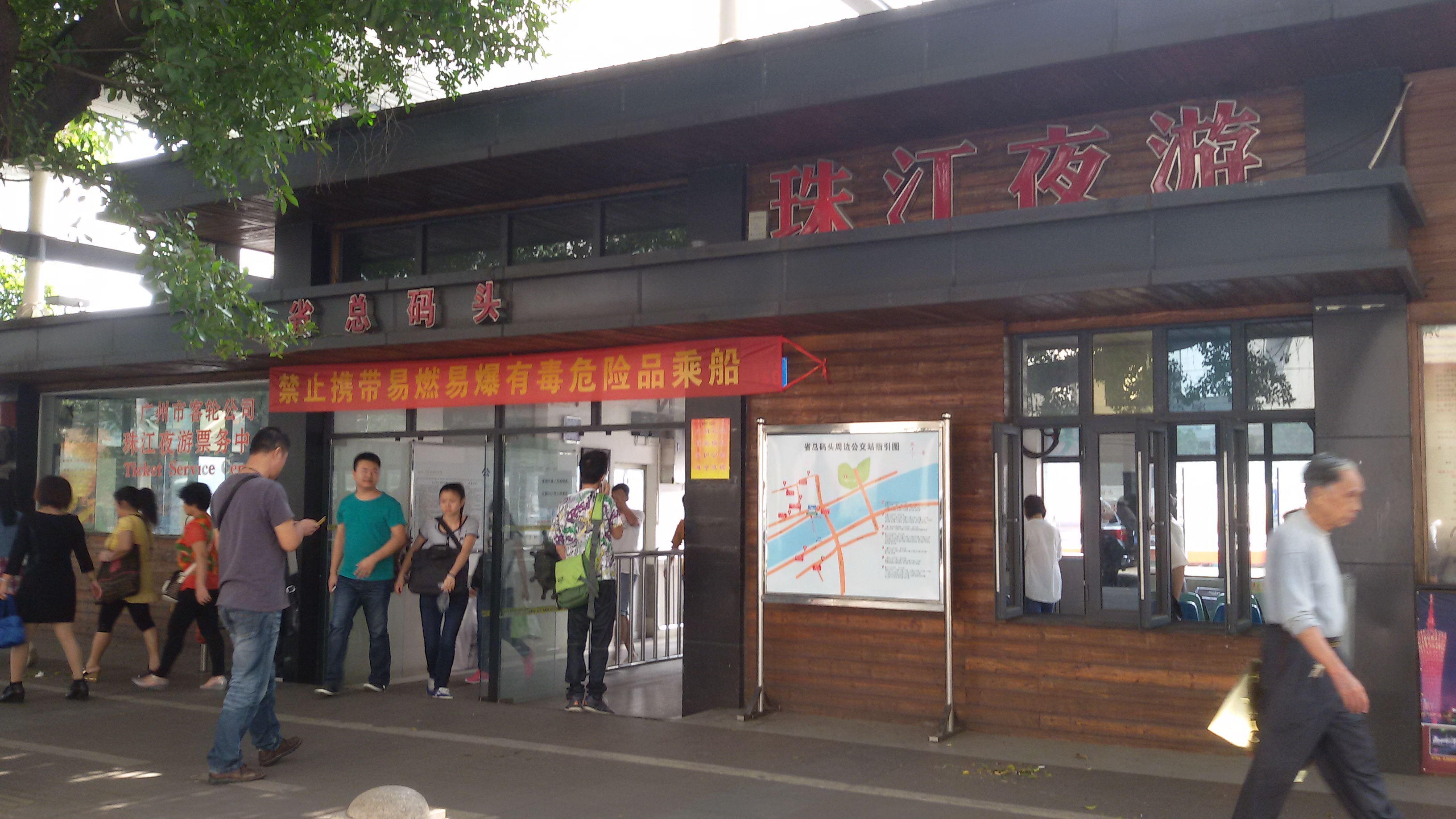
省總（海珠廣場）碼頭

## 名稱來歷
省總碼頭，因正對原來的廣東省總工會大樓得名。此大樓原名“永安堂”，是著名華僑胡文虎創辦的“虎標萬金油”總部。中華人民共和國成立後，此處被徵用為廣東省總工會的大樓。
1992年，此大樓交還給胡文虎後人胡仙。1996年，省總工會被遷址至越秀南東園橫路。而原省總工會大樓，則由胡仙捐贈給廣州市政府，改建為廣州少年兒童圖書館，市少年儿童图书馆迁至中山四路现址后，改为广州市越秀区少年儿童图书馆。
广州市客轮公司曾考虑因省总工会的迁移更改站名。為加強對海珠廣場的指引，碼頭更名為「省總（海珠廣場）碼頭」。

## 临近地点
- 广州市越秀区少年儿童图书馆

- 广州民间金融街

- 广州医科大学附属第一医院

- 海珠广场

- 解放南路

- 解放大桥

- 海珠桥

### 码头位置
- 以下码头位置列表仅用于显示位置用，各码头间没有航线联络。